# Code général des impôts (France)
Pour les articles homonymes, voir code général des impôts et CGI.
Lire en ligne

Lire sur Légifrance

code des impôts directs
code de l'enregistrement 
code du timbre
Le code général des impôts (CGI) est un code juridique français relatif au droit de la fiscalité. Dans un premier temps, plusieurs codes avaient été créés par type d'impôt : il existait ainsi un code des impôts directs, un code de l'enregistrement ou un code du timbre. La constitution du code général des impôts a été opérée par quatre décrets et un arrêté du 6 avril 1950, tous publiés au Journal officiel du 30 avril 1950.

## Contenu du code
Il rassemble notamment les dispositions relatives à l'assiette et au recouvrement de l'impôt sur le revenu, l'impôt sur les sociétés, la taxe sur la valeur ajoutée (TVA), les droits d'enregistrement, les impôts locaux et les autres impositions directes et indirectes perçues par l'État et les collectivités territoriales.
Il se compose d'une partie principale accompagnée de quatre annexes:
- annexe I pour les règlements d'administration publique, catégorie juridique supprimée en 1980 ;
- annexe II pour les décrets en Conseil d'État ;
- annexe III pour les décrets simples ;
- annexe IV pour les arrêtés.

Les règles du code général des impôts et des autres textes de législation fiscale font l'objet de commentaires dans le bulletin officiel des finances publiques - impôts (BOFiP-Impôts) qui, en application de l'article L. 80 A du livre des procédures fiscales, peuvent être opposés à l'administration fiscale,.

## Historique
Pour alléger ce code général des impôts, il a été décidé à la fin des années 1970 de mettre à part les règles concernant le contentieux de l'assiette et du recouvrement. Elles ont donc été rassemblées dans le Livre des procédures fiscales par deux décrets et un arrêté du 15 septembre 1981.

## Complexité et projets de refonte
Malgré le transfert de certaines règles vers le livre des procédures fiscales, le code général des impôts compte encore parmi les plus complexes de l’ordre juridique français. Ne suivant pas une numérotation indiciaire, mais faisant l’objet de modifications très fréquentes, il se caractérise par la très grande complexité de la numérotation de ses articles  : il existe par exemple un article 199 terdecies-0 AA et un article 238 bis HZ bis. En outre, certains de ses articles sont longs de plusieurs dizaines de milliers de signes  ; l’article 39, qui établit l’assiette d’imposition des entreprises dépasse par exemple les six mille mots.
Bien qu'il soit, pour sa partie principale, de nature législative, le code général des impôts est modifié chaque année par un décret, pris en application d'une loi de 1951, qui y incorpore divers textes et met à jour certaines dispositions.
La complexité du code général des impôts est régulièrement critiquée. Un plan de refonte du code et de ses annexes a été soumis en 1990 à la commission supérieure de codification, mais la commission a repoussé sa mise en œuvre en raison de la complexité de la tâche. Cette refonte figurait ainsi dans le programme général de codification instauré par une circulaire du 30 mai 1995, et la commission supérieure de codification recommandait toujours en 2018 de l'engager.